# Das Schwarze Korps
Das Schwarze Korps (Le Corps noir en allemand) était l'organe de presse des SS à partir du 6 mars 1935, date de la première publication du journal.

## Histoire
Avec à sa tête Gunter d'Alquen, le tirage de Das Schwarze Korps augmenta rapidement, passant de 40 000 exemplaires en mars à 200 000 exemplaires en novembre 1935. Satiriques, les articles attaquaient violemment le catholicisme (notamment le pape Pie XII), la communauté juive et les communistes en premier lieu, usant aussi de caricatures. La violence des diatribes antisémites de Das Schwarze Korps est illustrée par exemple dans cet article du 24 novembre 1938 appelant à l'exclusion et pour certains commentateurs du texte, à l'extermination des Juifs.